# Kaplice
Kaplice (tjekkisk udtale: [ˈkaplɪtsɛ] ; tysk: Kaplitz) er en by i distriktet Český Krumlov-distriktet i regionen Sydbøhmen i Tjekkiet med omkring 7.500 indbyggere. Den historiske bymidte er velbevaret og er beskyttet ved lov som en urban monumentzone.
Landsbyerne Blansko, Dobechov, Hradiště, Hubenov, Květoňov, Mostky, Pořešín, Pořešínec, Rozpoutí og Žďár er administrative dele af Kaplice.

## Etymologi
Byens navn er afledt af det tjekkiske ord kaplice, som betød "lille kirke" eller "kapel". Dens oprindelse er forbundet med Jomfru Maria-kirken, der tjente for tjekkiske minoriteter i regionen, som stod på stedet for nutidens St. Florian-kirke.

## Geografi
Kaplice ligger omkring 15 km sydøst for Český Krumlov og 25 km syd for České Budějovice . Det højeste punkt er bakken Hradišťský vrch med en højde på 780 moh. Byen ligger ved floden Malše. Der er flere damme i området.

## Historie

### Middelalderen
Den første skriftlige omtale af Kaplice er fra 1257, ifølge hvilken den var ejendom af klostret i Milevsko. Den blev grundlagt som markedsby på en vigtig handelsrute, der forbinder Øvre Østrig med Sydbøhmen. Den fordelagtige position var hovedfaktoren for dens hurtige udvikling.
I det 13. århundrede blev det en del af Pořešín ejendom, grundlagt af Bavors af Strakonice. I 1382 blev Kaplice en by med alle byens privilegier, men forblev under indflydelse af Pořešíns herrer indtil 1387.
Efter at både Kaplice og Pořešín blev erhvervet af Oldřich 2. af Rosenberg, lod han Pořešín-slottet brænde ned i 1434, så han ikke skulle investere i det og betale for tjenere. Efter at Rosenbergerne døde ud, blev godserne arvet af Schwambergerne, for derefter at blive overdraget til sejrherrerne fra Slaget ved Det Hvide Bjerg, den empiriske general Charles Bonaventure, greve af Bucquoy. Byen opnåede en række privilegier, som positivt påvirkede dens økonomiske udvikling. Ikke desto mindre var denne udvikling mange gange tidligere blevet alvorligt ramt af sådanne katastrofer som hyppige brande, ødelæggelser og røverier under krigene, især under Hussiterkrigene og Trediveårskrigen. I slutningen af 1400-tallet var byens befolkning blevet tysktalende.

### Østrigsk monarki
Efter afskaffelsen af livegenskabet blev byen sæde for det politiske og retslige distrikt i det nye administrative system. Indtil 1918 var byen en del af Østrig-Ungarn, leder af distriktet af samme navn, en af de 94 Bezirkshauptmannschaften i Bøhmen. Det tyske navn (Kaplitz) blev brugt indtil slutningen af 1800-tallet.
Sameksistensen af det tysktalende flertal med det tjekkiske mindretal i byen var fredeligt og næsten uden problemer. Nationalismens vækst i slutningen af det 19. århundrede, og især i første halvdel af det 20. århundrede, rejste dog de første alvorlige konflikter.

### Første Tjekkoslovakiske Republik
Efter afslutningen af 1. verdenskrig blev Kaplice en del af Den Første Tjekkoslovakiske Republik. Kaplice-borgere med tysk flertal nægtede at anerkende grænsen til det nye Tjekkoslovakiet og ønskede at tilslutte sig den korlivede stat Tysk-Østrig. Deres organiserede væbnede modstand blev undertrykt, og det lykkedes ikke.
I 1919 blev Kaplice det administrative centrum for området, som omfattede Vyšší Brod og Nové Hrady, men på grund af det lave befolkningstal blev den kun anerkendt som en købstad. I 1937 fik den igen byprivilegier.
Under den første republik var Kaplice stadig en by med et flertal af tyske indbyggere. I 1938 blev Kaplice på grundlag af München-aftalen en del af Tyskland med Tysklands annektering af Sudeterlandet og blev en del af det østrigske grevskab Oberdonau. Den tjekkiske befolkning måtte flygte.

### Efter Anden Verdenskrig
Efter afslutningen af 2. verdenskrig faldt Kaplice igen tilbage til Tjekkoslovakiet. Tidligere tjekkiske indbyggere vendte tilbage og den tyske befolkning blev fordrevet, og byen affolkedes. 
I 1960 blev Kaplice-distriktet afskaffet. Byen begyndte at udvikle sig igen i 1960'erne. Her blev der bygget nye skoler, industri og boligområder, og indbyggertallet steg igen.
I 1994 udskilte Střítež sig og blev en selvstændig kommune.